# Prohydata projiciens
Prohydata projiciens är en fjärilsart som beskrevs av Louis Beethoven Prout 1910. Prohydata projiciens ingår i släktet Prohydata och familjen mätare. Inga underarter finns listade i Catalogue of Life.